# Samuel Rosa Gonçalves
Samuel Rosa Gonçalves, noto semplicemente come Samuel (São Borja, 25 febbraio 1991), è un calciatore brasiliano, attaccante del Lee Man.

## Palmarès

### Club

#### Competizioni nazionali
- Campionato brasiliano: 1

Fluminense: 2012

#### Competizioni statali
- Campionato Carioca: 1

Fluminense: 2012
- Taça Guanabara: 1

Fluminense: 2012